# Sonic Extreme
Sonic Extreme fue un videojuego prototipo creado por Vision Scape Interactive en mayo de 2003. Propuesto como un spin-off de la serie Sonic the Hedgehog de Sega, Sonic Extreme presentó a Sonic y Shadow montando hoverboards en un mundo abierto con el tema de Green Hill Zone, con una jugabilidad similar a Tony Hawk's Pro Skater. Presentaba tres modos de juego, que incluían buscar llaves y Chaos Emeralds y luchar o competir con otro jugador. Vision Scape creó el prototipo mientras hacía cinemáticas para Sonic Heroes (2003); se desarrolló en Xbox con la intención de trasladarlo a GameCube y PlayStation 2. El prototipo se ensambló usando el motor de juego RenderWare y recursos de juegos anteriores de Vision Scape y Sonic .
Vision Scape mostró Sonic Extreme al jefe de Sonic Team, Yuji Naka, quien quedó impresionado y pidió una descripción del diseño del software para enviarla a Sega. Sin embargo, Sega nunca respondió a Vision Scape después de que se entregó el documento. Si bien el juego nunca llegó a buen término, puede haber servido como base para Sonic Riders (2006) de Sonic Team, que presenta conceptos de juego similares. El prototipo Extreme apareció públicamente en mayo de 2011, cuando se subieron imágenes del juego a YouTube. Los periodistas reaccionaron negativamente y expresaron su alivio porque nunca se publicó.

## Premisa
Sonic Extreme era un videojuego de deportes extremos en el que el jugador controlaba a un personaje que montaba un hoverboard. Podría haber presentado varios personajes jugables de la serie Sonic the Hedgehog, pero el prototipo solo presentaba a Sonic y Shadow. Polygon y Digital Trends compararon su jugabilidad con Tony Hawk's Pro Skater: el jugador se encontraba en un mundo abierto con anillos, cajas, almohadillas de impulso, rampas, medios tubos y rieles, y podía realizar trucos para aumentar su puntuación.
El prototipo presentaba tres modos de juego: «Mission», «Combat» y «Race». El modo «Mission» era para un solo jugador e implicaba explorar el entorno para recolectar una llave que daba acceso a una habitación con una Chaos Emerald. Recolectar la esmeralda devolvió al jugador a la pantalla de título. «Combat» era un modo multijugador de pantalla dividida en el que los jugadores se atacaban entre sí con armas como lanzacohetes, minas y granadas. «Race» enfrentó a los jugadores entre sí en una carrera hasta el final de un nivel.

## Desarrollo
Sonic Extreme fue desarrollado por Vision Scape Interactive, un estudio con sede en San Diego conocido por su trabajo en el juego de disparos SeaBlade para Xbox y el juego de patinetas Tech Deck : Bare Knuckle Grind para Microsoft Windows . Mientras desarrollaba Bare Knuckle Grind, Vision Scape decidió usar su motor de juego, creado con el marco RenderWare, en otros juegos de skate. El primer intento fue con un juego basado en la serie de televisión animada estadounidense Rocket Power que habría sido publicado por THQ para GameCube, Xbox y PlayStation 2, pero este juego fue cancelado debido a los problemas financieros de THQ. Como varios miembros del personal tenían experiencia en animación, Sega contrató a Vision Scape para producir escenas para el juego Sonic Heroes (2003) de Sonic Team .
El cofundador de Vision Scape, Mark McDonald, decidió lanzar un spin-off que usaba el motor Bare Knuckle Grind con la propiedad intelectual (IP) de Sonic. El prototipo se desarrolló en el transcurso de una semana en mayo de 2003 sin el conocimiento de Sega. Fue creado en Xbox debido a la experiencia de Vision Scape con la plataforma, con la intención de trasladarlo a GameCube y PlayStation 2. El equipo modificó Bare Knuckle Grind para parecerse a los juegos de Sonic ; por ejemplo, el mundo se basaba en Green Hill Zone e incluía elementos sónicos tradicionales como anillos y almohadillas de refuerzo. El acuerdo de Vision Scape con Sega para Sonic Heroes también les dio acceso a los activos de los juegos de Sonic. El estudio tomó modelos de Sonic y Shadow y los reutilizó para montar en hoverboards. Se utilizaron ilustraciones promocionales de Sonic Adventure y Sonic Adventure 2 para las pantallas de carga y título. Los sonidos y la música fueron extraídos de Sonic Adventure 2.
McDonald se reunió con el jefe del Sonic Team, Yuji Naka, y le mostró el prototipo. Según McDonald, Naka quedó impresionado y entusiasmado, y dijo que el proyecto avanzaría como una colaboración entre Sonic Team y Vision Scape. A pedido de Naka, Vision Scape produjo una descripción de diseño de software para un Sonic Extreme completo y su presupuesto; la gerencia del estudio creía que había asegurado el trato. Sin embargo, Sega no respondió a Vision Scape y finalizó sus comunicaciones con el estudio después de que completó las escenas de corte de Sonic Heroes, a pesar de los repetidos intentos del agente de Vision Scape por correspondencia. McDonald no tomó personalmente el silencio de Sega, asumiendo que tenía sus propios planes. En última instancia, Sonic Extreme nunca llegó a buen término.

## Secuelas

### Sonic Ridersy cierre de Vision Scape
En septiembre de 2005, Sega anunció Sonic Riders, un nuevo juego de Sonic desarrollado por Sonic Team. El personal de Vision Scape quedó atónito por las semejanzas que Sonic Riders tenía con Sonic Extreme, con personajes montando hoverboards y realizando trucos a través de mundos inspirados en juegos anteriores de Sonic. El historiador de videojuegos Liam Robertson señaló que, además del hoverboard, los modos de juego Sonic Extreme estaban presentes en Sonic Riders, aunque muy modificados. McDonald creía que Sonic Team tomó el concepto de Vision Scape antes de ir en una dirección diferente, lo que cree que explica el silencio de Sega. Vision Scape consideró emprender acciones legales, pero el agente de McDonald's le informó que el acuerdo de confidencialidad que el estudio firmó durante el desarrollo de Sonic Heroes le otorgaba a Sega la propiedad de todo lo que hicieran con una propiedad intelectual de Sega.
Vision Scape cerró en 2006. McDonald's ordenó al personal que desechara su hardware de desarrollo y varios kits de desarrollo de software fueron llevados a una planta de reciclaje. Sin embargo, el prototipo de Sonic Extreme sobrevivió y fue intercambiado entre coleccionistas.

### Redescubrimiento y recepción
Sonic Extreme se reveló públicamente en mayo de 2011, cuando un usuario de YouTube, «ProtonX3», publicó videos que demostraban los entornos y modos. El metraje fue mal recibido por los periodistas de videojuegos. Game Informer y VG247 pensaron que Sonic Extreme se veía «predeciblemente» y «convincentemente» horrible, respectivamente, y GamesRadar bromeó al decir que «demostró una vez más que poner la palabra “extremo” en cualquier franquicia, actividad o bien de consumo popular es una forma segura de garantizar que será cualquier cosa menos». El juego también provocó comentarios sobre el proceso de control de calidad de Sega; Game Informer y Computer and Video Games expresaron su alivio porque nunca se lanzó, pero cuestionaron por qué Sega continuó lanzando otros juegos de Sonic mal recibidos, como Shadow the Hedgehog, Sonic Riders y sus secuelas, y Sonic the Hedgehog (2006).
En mayo de 2017, Did You Know Gaming? Dedicó un episodio de su serie Unseen64 a Sonic Extreme. Los exmiembros de Vision Scape, incluido McDonald, fueron entrevistados para el video, mientras que Andrew Borman, un conservacionista de videojuegos y propietario del prototipo, proporcionó la investigación. Después del lanzamiento del video, Engadget fue positivo, diciendo que «Parece que Extreme podría haber sido muy divertido» y comparó favorablemente su modo de batalla con el de Mario Kart 8.